# Suctobelbella squamiseta
Suctobelbella squamiseta är en kvalsterart som först beskrevs av Sandór Mahunka 1978.  Suctobelbella squamiseta ingår i släktet Suctobelbella och familjen Suctobelbidae. Inga underarter finns listade i Catalogue of Life.